# アンナ (お笑い芸人)
アンナ（1975年4月24日 - ）は、日本のピン芸人。
埼玉県川口市出身。吉本興業所属。

## 概要
いわゆるニューハーフで、持ちギャグは「オカマラス」。将来の目標は「カマドル（オカマアイドル）」になることである。元々デビジェルという漫才トリオで活動していたが解散し、以降ピン芸人として活動している。2008年には吉本興業が『ルミネtheよしもと7周年記念キャンペーン』をきっかけに結成した吉本初のグラビアアイドルユニットである「よしもとグラビアエージェンシー」に参加する。
足が速く、テレビ神奈川『マラソン』に出演していた際、アンカーとしてチームを優勝へと導いた（アンカーになった時点での一位との距離の差は1.2km程あった）。
親交のある著名人にはるな愛を挙げている。

## 出演

### テレビ番組
- インパクト! （フジテレビ）
- キャナガワ （テレビ神奈川）
- マラソン （テレビ神奈川）
- クイズ!紳助くん （朝日放送）
- お笑いメリーゴーランド（TBS）
- あらびき団（TBS）

### ラジオ番組
- ｢めざせ上州148箇所巡り！バカワゴンが行く｣（FMぐんま、チャンネル148内の1コーナー、毎週月曜日15:00〜）